# Lipowo (przystanek kolejowy)
Lipowo (biał. Ліпава, ros. Липово) – przystanek kolejowy w miejscowości Lipowo, w rejonie kobryńskim, w obwodzie brzeskim, na Białorusi. Leży na linii Homel - Łuniniec - Żabinka.